# 麥奇·威爾許
麥奇·威爾許（英語：Mikey Welsh，1971年4月20日—2011年10月8日），出生於美國紐約州雪城，是另類搖滾樂團「威瑟」（Weezer）的前貝斯手。

## 傳記

### 早期音樂生涯與加入威瑟樂團
威爾許最早是波士頓當地的音樂家，在Heretix、Chevy Heston、Jocobono、Left Nut和Slower樂團演出。在1997年他加入了威瑟樂團主唱瑞弗斯·柯摩的「瑞弗斯柯摩樂團」（The Rivers Cuomo Band）。
1998年威爾許在麥特·夏普離開威瑟後加入了樂團。在威瑟休團期間，他參與了Verbena和派屈克·威爾森的The Special Goodness樂團。他在這段期間寫了大量的貝斯旋律，並寄給瑞弗斯·柯摩當作他的創作靈感，但柯摩從來沒有用過任何一段。
在2000年時，威爾許和樂團一起進行了重新出發的巡迴演出，以及《綠色專輯》（The Green Album）的宣傳巡迴演出。而《綠色專輯》也是威爾許唯一參與過的威瑟樂團專輯。此外他也參與了威瑟的限量「聖誕節EP」（Christmas EP，在2005年時重新以 Winter Weezerland 之名發行）以及多首未發行的B面單曲。

### 精神崩潰與離開威瑟樂團
威爾許在2001年離開威瑟，但其原因卻在之後數年內都無人知曉。在最後這個疑問終於被解開，實際上威爾許曾經因使用藥物而精神崩潰、發生原因不明的心理問題，以及在巡迴演出中精神失常。這些原因加起來最後導致他曾過量服藥企圖自殺。他曾在2001年8月的某段時間住進精神疾病醫院。
為了將威爾許除去在畫面中，威瑟樂團在當時重新拍攝了「Island in the Sun」單曲的音樂錄影帶。在2001年的秋天，樂團請來史考特·夏瑞納取代了威爾許的位子。

### 離開音樂界
在2001年晚期，威爾許短暫的回到波士頓的當地音樂界，暫時加入了The Kickovers樂團。在一段專訪中，他表示自己討厭在大型唱片公司裡製作音樂，「如果沒有什麼主流唱片公司的白癡站在你的肩膀後面，在錄音室裡演奏音樂會很有趣。」
很快的，他便離開了音樂界，成為全職的藝術家並結婚。這對夫妻居住在佛蒙特州，並育有兩子。到2008年8月為止，以藝術家的身分活躍的他，舉行過13次的展覽。
威爾許在2005年7月12日參加了威瑟的演出。瑞弗斯·柯摩將「Hash Pipe」一曲獻給了他，在提到威爾許的名字時台下的群眾也給予歡呼。威爾許也與威瑟目前的貝斯手史考特·夏瑞納會面。

## 死亡
2011年10月8日，威爾許被發現暴斃在芝加哥的一間旅館，當時他正積極聯絡前團員想相聚，遂從佛蒙特飛到芝加哥，完全沒有死亡或尋死跡象。然而，其家屬和網友發現，他早在9月26日就上推特預言：「夢到我下星期會死在芝加哥（睡眠中心臟病發作），今天需要把遺囑完成。」隨即又訂正：「是下下星期。」此前，他在推特賣了一幅250元美金（7500元台幣）的畫後，亦曾說倘若自己真死了的話，該畫會水漲船高。警方並未透露他的死因，只表示屍檢報告兩個月後出爐。威瑟團員們聞噩耗都很傷心，感嘆他好不容易從10年前精神崩潰的狀況下好轉，如今卻突然過身。

## 音樂作品

### 威瑟樂團
- 2001年－綠色專輯（Weezer - The Green Album）
- 2005年－Winter Weezerland

### Juliana Hatfield
- 1998年－Bed
- 2002年－Juliana's Pony: Total System Failure
- 2002年－Gold Stars 1992-2002: The Juliana Hatfield Collection

### The Kickovers
- 2002年－Osaka

### Heretix
- 1993年－The Adventures of Superdevil

## 資料來源
1. 1 2  Luerssen D., John. Rivers' Edge: The Weezer Story. ECW Press, 2004, ISBN 1-55022-619-3 p. 259
2. ↑  Luerssen D., John, 2004 p. 260
3. ↑  Luerssen D., John, 2004 p. 261
4. 1 2  Luerssen D., John, 2004 p. 262
5. ↑  Luerssen D., John, 2004 p. 264
6. 1 2  . Weezer.com.   [2007-10-10]. （原始内容存档于2007-06-08）.
7. ↑  . Weezer.com.   [2007-10-10]. （原始内容存档于2007-01-09）.
8. ↑  Luerssen D., John, 2004 p. 278
9. ↑  . Rock Salt Plum.   [2007-10-15]. （原始内容存档于2007-08-12）.
10. ↑  Heller, Greg. . Rolling Stone.   [2007-10-10]. （原始内容存档于2006-11-13）.
11. ↑  Luerssen D., John, 2004 p. 362
12. ↑  Luerssen D., John, 2004 p. 363
13. ↑  Luerssen D., John, 2004 p. 372
14. 1 2   Luerssen D., John, 2004 p. 366
15. ↑  . The Phoenix.   [2007-10-10]. （原始内容存档于2007-03-16）.
16. ↑  . MikeyWelsh.com.   [2007-10-10]. （原始内容存档于2004-11-02）.
17. ↑  . Weezer.com.   [2007-10-10]. （原始内容存档于2007-09-27）.

## 外部連結
- 官方網站（页面存档备份，存于）